# Festiwal Białoruskiej Pieśni i Poezji „Mołodeczno 2009”
X Narodowy Festiwal Białoruskiej Pieśni i Poezji „Mołodeczno 2009” (biał. «Маладзечна-2009») – dziesiąty, jubileuszowy festiwal białoruskiej pieśni i poezji, który odbył się 13 czerwca 2009 roku w Mołodecznie na Białorusi. Wyjątkowo tym razem trwał tylko jeden dzień (IX trwał dwa dni, a VIII – trzy). Składał się z konkursu młodych wykonawców (dwa etapy), wielkiego koncertu kolektywów ludowych i koncertu galowego Twój gwiaździsty szlak, moja Ojczyzno, który zgromadził gwiazdy białoruskiej estrady. Na ul. Prytyckiego zorganizowano kiermasz.
Festiwal „Mołodeczno 2009” określono mianem jednego z pięciu największych festiwali Białorusi, obok „Słowiańskiego Bazaru”, festiwalu filmowego „Listopad”, festiwalu-kiermaszu płodów wsi „Dożynki” i Republikańskiego Festiwalu Kultur Narodowych w Grodnie.

## Konkurs młodych wykonawców
Grand-Prix otrzymał uczestnik z Mołodeczna Alaksandr Sałaujou, jak też nagrodę publiczności. Pierwsze miejsce zdobyła Uljana Szełah z obwodu mohylewskiego, drugie – Marharyta Chałatawa także z obwodu mohylewskiego, trzecie – Dzianis Wiarszenka z obwodu homelskiego.
Uczestnicy:
- obwód brzeski: Kaciaryna Batula z Żabinki (Z nowym naradżenniem, Zaspiawaj, sałouka)[4], Ludmiła Zimakowa, Julija Niesciarczuk
- obwód witebski: Hleb Łapicki, Kanstancin Ciauryzau, Alaksandra Fabrykantawa
- obwód homelski: Dzianis Wiarszenka, Andrej Kołasau, Michaił Liciecki
- obwód grodzieński: Dzijana Żura, Alaksandra Stackiewicz, Wolha Trefiława
- obwód mohylewski: Aleksza Czorny, Uljana Szełah, Marharyta Chałatawa
- obwód miński: Hanna Ausiannikawa, Halina Kłabukowa, Alaksandar Sałaujou
- miasto Mińsk: Wadzim Dudałau, Julija Mauczaniuk, Raman Rafiejenka